# 駝背高鰭鮋
駝背高鰭鮋，為輻鰭魚綱鮋形目鮋亞目真裸皮鮋科的其中一種，為熱帶海水魚，分布於中西太平洋菲律賓海域，體長可達3.3公分，棲息在底層水域，生活習性不明，具有毒性。